# Никулин, Максим Юрьевич
Макси́м Ю́рьевич Нику́лин (род. 15 ноября 1956, Москва, СССР) — советский и российский журналист и телеведущий, генеральный директор и художественный руководитель Московского цирка на Цветном бульваре. Сын актёра Юрия Никулина.

## Происхождение
Дед по отцу — Владимир Андреевич Никулин (1898—1964), демобилизовавшись из Красной Армии и окончив курсы Политпросвета, устроился в драматический театр в Демидове. В Демидове дед организовал «Теревьюм» — передвижной театр революционного юмора, где сам ставил спектакли и много играл. Также организовал и тренировал первую в городе футбольную команду, в Москве писал интермедии, конферансы и репризы для эстрады, цирка, работал в газетах «Известия» и «Гудок», вёл драматический кружок, в школе, в которой учился его сын Юрий Никулин.
Бабушка по отцу — Лидия Ивановна Никулина (в девичестве Германова) (1902—1979) — в детстве жила в городе Ливаны, отец бабушки был начальником почты, работала актрисой в драматическом театре в Демидове, до войны была женщиной полной, после войны похудела и стала седой, в годы Великой Отечественной войны рыла окопы под Москвой, работала на эвакопункте санитаркой, после войны работала диспетчером на «Скорой помощи», где работала до пенсии.
Прадед по матери был земский деятель, депутат Государственной думы I созыва от города Воронежа Пётр Яковлевич Ростовцев (1863—1929?).
Бабушка по матери — Мария Петровна Покровская (д. Ростовцева) (1898—?), стенографистка и машинистка в институте Красной Профессуры.
Дед по матери — журналист Николай Покровский.
Отец — Юрий Никулин (18 декабря 1921 — 21 августа 1997), знаменитый клоун, популярный актёр кино. Директор цирка на Цветном Бульваре (1982—1997)
Мать — Татьяна Николаевна Никулина (Покровская) (14 декабря 1929 — 26 октября 2014) — артистка цирка.
Троюродный брат — кинокритик Лев Маратович Карахан.

## Биография
Родился 15 ноября 1956 года в Москве.

Честно скажу, воспитанием моим папа совсем не занимался, да и мама эпизодически. Но, несмотря на их постоянные отъезды, у меня не было комплекса брошенного ребёнка. Оставаясь с бабушкой, я с раннего детства понимал, что у родителей такая работа. И потом, они всё время передавали с оказией посылки, письма слали, отец рисовал мне забавные комиксы, картинки… Да и звонили постоянно, умудрялись даже из Америки и из Японии, хотя это стоило сумасшедших денег. — 
В возрасте 11 лет снялся в фильме «Бриллиантовая рука», в котором главную роль играл его отец. Он играл мальчика с сачком, который идёт по мелководью, пока его не догоняет и не сталкивает в воду пинком Геннадий Козодоев, которого играл Андрей Миронов. Максим Никулин, ожидая удара от Миронова, сам заранее падал в воду и испортил несколько дублей. Тогда режиссёр фильма, Леонид Гайдай, пошёл на хитрость: он сказал мальчику, что толкать его Миронов больше не будет, а Миронова потихоньку попросил ударить посильнее. В итоге Никулин получил сильный и неожиданный пинок под зад и рухнул в воду. Этот дубль оказался удачным и вошёл в фильм, а Максим Никулин сильно обиделся на Миронова.

В итоге наша семья получила отдельное жилье практически насильно. Когда отец в очередной раз пошёл решать квартирный вопрос для кого-то из артистов цирка, председатель Мосгорисполкома — Промыслов, кажется, тогда был — поинтересовался: «А у вас-то самого как обстоят дела с жилплощадью?» «Всё в порядке, — бодро ответил отец, — отлично живу в коммуналке». Тот, понизив голос, сказал: «Товарищ Никулин, вы что — идиот?! Стольким людям помогли, а сами ютитесь чёрт-те как! Немедленно берите бумагу и пишите заявление — для себя. Прямо сейчас, здесь, при мне, пишите!» Вот таким образом мы и получили квартиру. Я тогда учился в 9-м классе.— 
В 1972 году поступил на факультет журналистики МГУ, окончил его в 1981 году.
С 1974 года — корреспондент газеты «Московский комсомолец».
С 1976 года работал в «Последних известиях» Главной редакции всесоюзной радиостанции «Маяк».
С 1986 года работал на Центральном телевидении, в редакции информации, в программе «Время», был ведущим программы «Утро» (сейчас утренний телеканал «Доброе утро»).
С 1993 года работал в Московском цирке на Цветном бульваре в должности директора-распорядителя.
В августе 1997 года после смерти отца занял его место, став генеральным директором и художественным руководителем Московского цирка на Цветном бульваре, который был назван именем Юрия Никулина.
С 2000 по 2003 год вёл программу «Мой цирк» на канале «Культура».
С 30 октября 2003 по 16 декабря 2004 года вёл программу о цирке «Форганг» на Первом канале.

## Общественная позиция
7 января 2023 года, из-за вторжения России на Украину, внесён в санкционный список Украины, предполагается блокировка активов на территории страны, приостановка выполнения экономических и финансовых обязательств, прекращение культурных обменов и сотрудничества, лишение украинских госнаград. Максим Никулин принимал участие в доставке автотехники и медикаментов 305-й бригаде Вооружённых сил России участвующей в военном вторжении России на Украину .

## Награды и признание
- Орден Почёта (26 декабря 2016 года) — за заслуги в развитии отечественной культуры и искусства, многолетнюю плодотворную деятельность[12][13].
- Орден Дружбы (13 ноября 2006 года) — за большой вклад в развитие отечественного циркового искусства и многолетнюю творческую деятельность[14].
- Член правления Творческого союза цирковых деятелей России.
- Академик Национальной академии циркового искусства.
- Кавалер-рыцарь Ордена Командорского креста Бельгийского королевского общества поддержки инноваций и изобретений.

## Личная жизнь
Был женат трижды, 3 детей.
Первый раз женился в 18 лет, но уже через год развёлся. Детей в этом браке не было.
От второй жены дочь Мария (род. 26 декабря 1981) — врач-нейрохирург, живёт с мужем Домиником Востраком и двумя дочерьми Викторией и Валентиной в Мюнхене.
Третья жена — Мария Станиславовна Никулина (род. 12 августа 1964) — занималась туристическим бизнесом.
Сын Юрий Никулин (род. 29 мая 1986) окончил Школу-студию МХАТ, руководитель отдела рекламы и спецпроектов Московского цирка Никулина на Цветном бульваре, женат на Анастасии, внук Станислав (род. 2009), внучка Софья (род. 2015).
Сын Максим Никулин (род. 13 ноября 1988) окончил Школу-студию МХАТ, заместитель руководителя зарубежного гастрольного отдела, женат на Татьяне, внучка Анна (род. 07.2017).

## Фильмография

Мальчик с сачком. Бриллиантовая рука

| Год  |   | Название                 | Роль                                   |
| ---- | - | ------------------------ | -------------------------------------- |
| 1968 | ф | «Бриллиантовая рука»     | мальчик, идущий по воде (нет в титрах) |
| 1972 | ф | «Точка, точка, запятая…» | школьник (в титрах как М. Никулин)     |